# Volksbank Amelsbüren
Die Volksbank Amelsbüren eG mit Sitz im nordrhein-westfälischen Münster-Amelsbüren war eine Genossenschaftsbank in Deutschland.

## Geschichte
Die Volksbank wurde am 4. Januar 1883 als Spar- und Darlehenskasse Amelsbüren eG gegründet. Anfangs wurden die Bankgeschäfte, da der Küster die Kasse führte, in der Küsterei betrieben. 1955 wurde ein neues Bankgebäude in der Davertsstraße gebaut. 1983 erfolgte die Umbenennung in Volksbank Amelsbüren. Im Jahre 2019 fusionierte die Bank mit der Volksbank Senden eG.

## Unternehmensstruktur
Die Volksbank betrieb das Universalbankgeschäft. In der BVR-Liste aller Genossenschaftsbanken per 31. Dezember 2018 nahm die Bank Platz 798 von insgesamt 873 Genossenschaftsbanken ein.